# Michael Dudikoff
Michael Joseph Dudikoff II (Redondo Beach, Kalifornia, 1954. október 8. –) amerikai színész.
Pályafutása során túlnyomórészt akciófilmekben szerepelt, fontosabb filmjei közé tartozik az Amerikai nindzsa és annak folytatásai (1985–1990), a Lőj a vadászra! (1986), a Szakaszvezető (1988), a Halálfolyó (1989), a Dögcédulások (1995), a Vérdíj (1996) és a Vérdíj 2. – A nagy robbanás (1997).

## Fiatalkora és színészi pályafutása
A kaliforniai Redondo Beachen született. Apja id. Michael Dudikoff New York-i illetőségű orosz emigránscsaládból származott, míg édesanyja, a francia nemzetiségű Rita T. Girardin a kanadai Québecből.
A Torrance-i West High School középiskola befejezése után a Harbor Főiskolán tanult gyermekpszichológiát. Tanulmányai közben pincérként dolgozott, ahol Max Evans, az Esquire magazin divatszerkesztője fedezte fel, mint modellt. Dudikoff ezután divatbemutatókon szerepelt és olyan cégeket képviselt, mint a Calvin Klein vagy a GQ. Ezt követően televíziós reklámokban is munkát vállalt.
Filmes karrierjét kisebb szerepekkel indította, 1978-ban debütált a Dallas című sorozatban. Egy évvel később az Out of the Blue című sorozatban szerepelt. 1984-ben Tom Hanks mellett kapott szerepet a Legénybúcsú című vígjátékban. 1985-ben következett talán legismertebb filmje, az Amerikai nindzsa, melyben Joe Armstrongot játszotta. 1986-ban az Észak és Dél című minisorozat hat epizódjában szerepelt. 1987-ben elkészült az Amerikai Nindzsa második része, ezt követte 1990-ben a negyedik rész is (a harmadik részben David Bradley vette át a főszerepet). 1988-ban Jeff Knight hadnagy alakját ölti magára a Szakaszvezető című háborús drámában. 1993-ban ő játszotta a rövid életű Cobra című sorozat főszerepét. Ezek után olyan filmekben láthattuk még, mint az 1994-es Harc az olajért, az 1996-os Vérdíj és annak 1997-es folytatása. A 2002-es Hurrikán zóna című thrillerben negatív szerepet játszott.
2004 és 2013 között egyetlen filmes szerepet sem vállalt. Ebben az időszakban elsősorban különféle harcművészeti rendezvények díszvendégeként lehetett látni. Tíz év kihagyás után, 2013-ban szerepelt ismét a Zombie Break Room című internetes sorozatban, majd további – kevésbé emlékezetes – akciófilmekben, illetve horrorfilmekben is feltűnt.

## Magánélete
2004-ben nősült, Belle nevű feleségétől két gyermeke született: Joseph Stephen Michael és Nancy.

## Filmográfia

### Film
| Év   | Magyar cím                           | Eredeti cím                            | Szerep                  | Magyar hang          |
| ---- | ------------------------------------ | -------------------------------------- | ----------------------- | -------------------- |
| 1980 |                                      | The Black Marble                       | Millie inasa            |                      |
| 1981 |                                      | Bloody Birthday                        | Willard                 |                      |
| 1981 | A nindzsa színre lép                 | Enter the Ninja                        | Venarius embere         | Kautzky Armand       |
| 1982 |                                      | Making Love                            | fiatalember a bárban    |                      |
| 1982 |                                      | I Ought to Be in Pictures              | fiú a buszon            |                      |
| 1982 | Tron, avagy a számítógép lázadása    | Tron                                   | katona                  |                      |
| 1983 | Különleges küldetés                  | Uncommon Valor                         | Blaster asszisztense    |                      |
| 1984 | Legénybúcsú                          | Bachelor Party                         | Ryko                    | Lippai László        |
| 1984 | Legénybúcsú                          | Bachelor Party                         | Ryko                    | Hujber Ferenc        |
| 1985 | Radioaktív álmok                     | Radioactive Dreams                     | Marlowe Hammer          |                      |
| 1985 | Amerikai nindzsa                     | American Ninja                         | Joe Armstrong közlegény | Holl Nándor          |
| 1986 | Lőj a vadászra!                      | Avenging Force                         | Matt Hunter százados    | Borbély László       |
| 1986 | Lőj a vadászra!                      | Avenging Force                         | Matt Hunter százados    | Forgács Péter        |
| 1987 | Amerikai nindzsa 2. – A leszámolás   | American Ninja 2: The Confrontation    | Joe Armstrong őrmester  | Kautzky Armand       |
| 1987 | Amerikai nindzsa 2. – A leszámolás   | American Ninja 2: The Confrontation    | Joe Armstrong őrmester  | Selmeczi Roland      |
| 1988 | Szakaszvezető                        | Platoon Leader                         | Jeff Knight hadnagy     | Szakácsi Sándor      |
| 1988 | Szakaszvezető                        | Platoon Leader                         | Jeff Knight hadnagy     | Rékasi Károly        |
| 1989 | Halálfolyó                           | River of Death                         | John Hamilton           | Jakab Csaba          |
| 1989 | Halálfolyó                           | River of Death                         | John Hamilton           | Rékasi Károly        |
| 1990 | Éjféli stoppos                       | Midnight Ride                          | Lawson                  | Csankó Zoltán        |
| 1990 | Amerikai nindzsa 4. – Az új küldetés | American Ninja 4: The Annihilation     | Joe Armstrong           | Jakab Csaba          |
| 1990 | Amerikai nindzsa 4. – Az új küldetés | American Ninja 4: The Annihilation     | Joe Armstrong           | Nagy Ervin           |
| 1992 | Élő pajzs                            | The Human Shield                       | Doug Matthews           | Jakab Csaba          |
| 1992 | Élő pajzs                            | The Human Shield                       | Doug Matthews           | Viczián Ottó         |
| 1993 | Ments meg                            | Rescue Me                              | Daniel 'Mac' MacDonald  | Both András          |
| 1993 | Harc az olajért                      | Chain of Command                       | Merrill Ross            | Vass Gábor           |
| 1993 | Harc az olajért                      | Chain of Command                       | Merrill Ross            | Forgács Péter        |
| 1995 | Cyberjack                            | Cyberjack                              | Nick James              | Vass Gábor           |
| 1995 | Dögcédulások                         | Soldier Boyz                           | Howard Toliver őrnagy   | Szabó Sipos Barnabás |
| 1996 | Vérdíj                               | Bounty Hunters                         | Jersey Bellini          | Vass Gábor           |
| 1997 | Célpontban                           | Moving Target                          | Sonny                   | Epres Attila         |
| 1997 | Bevetési parancs                     | Strategic Command                      | Dr. Rick Harding        | Forgács Péter        |
| 1997 | Halálos merülés                      | Crash Dive                             | James Carter            | Vass Gábor           |
| 1997 | Vérdíj 2. – A nagy robbanás          | Bounty Hunters 2: Hardball             | Jersey Bellini          | Vass Gábor           |
| 1997 | Mesterlövész                         | The Shooter                            | Michael Atherton        | Rékasi Károly        |
| 1998 | Atomcsapás                           | Freedom Strike                         | Tom Dickson             |                      |
| 1998 | Nesztelen ragadozó                   | Black Thunder                          | Vince                   | F. Nagy Zoltán       |
| 1998 | Halálos merülés 2.                   | Counter Measures                       | Jake Fuller százados    | Vass Gábor           |
| 1998 |                                      | Ringmaster                             | Rusty                   |                      |
| 1998 | Mindörökké muskétás                  | Musketeers Forever                     | d’Artagnan              | Széles Tamás         |
| 1999 | Játék a törvénnyel                   | In Her Defense                         | Andrew Garfield         | Vass Gábor           |
| 1999 | Szökevény elme                       | Fugitive Mind                          | Robert Dean             | Rékasi Károly        |
| 2000 | Szemtanúk nélkül                     | The Silencer                           | Quinn Simmons           | Forgács Péter        |
| 2001 | A tűz markában                       | Ablaze                                 | Daniels                 |                      |
| 2002 | Hurrikán zóna                        | Gale Force                             | Jared                   | Vári Attila          |
| 2002 | Ördögi összeesküvés                  | Quicksand                              | Bill Turner             |                      |
| 2004 | Űrbázis végveszélyben                | Black Horizon/Stranded                 | Ed Carpenter            | Forgács Péter        |
| 2015 | Elit alakulat a zombik ellen         | Navy SEALs vs. Zombies                 | Sheer parancsnok        | Vass Gábor           |
| 2015 |                                      | The Bouncer                            | Samuel James            |                      |
| 2018 |                                      | Fury of the Fist and the Golden Fleece | Superboss               |                      |

### Televízió
| Év        | Magyar cím    | Eredeti cím               | Szerep                        | Megjegyzések                                       |
| --------- | ------------- | ------------------------- | ----------------------------- | -------------------------------------------------- |
| 1978      | Dallas        | Dallas                    | Joe Newcomb                   | 1 epizód                                           |
| 1979      |               | Out of the Blue           | Lenny                         | 1 epizód                                           |
| 1979–1980 |               | Happy Days                | Jason / Jim                   | 2 epizód                                           |
| 1982      |               | Star of the Family        | Douggie Krebs                 | 10 epizód                                          |
| 1983      |               | Gimme a Break!            | Greg Hartman                  | egy epizód                                         |
| 1986      | Észak és Dél  | North and South, Book II  | Rudy Bodford hadnagy          | 6 epizód                                           |
| 1991      | Bűnös asszony | The Woman Who Sinned      | Evan Ganns                    | - tévéfilm - magyar hangja: - Szabó Sipos Barnabás |
| 1993–1994 |               | Cobra                     | Robert "Scandal" Jackson, Jr. | 20 epizód                                          |
| 1994      |               | Historias de la puta mili | speciális megjelenés          | 1 epizód                                           |
| 2013      |               | Zombie Break Room         | Tank Dempsey                  |                                                    |

## Fordítás
- Ez a szócikk részben vagy egészben  a   Michael Dudikoff című angol Wikipédia-szócikk fordításán alapul.  Az eredeti cikk szerkesztőit annak laptörténete sorolja fel. Ez a jelzés csupán a megfogalmazás eredetét és a szerzői jogokat jelzi, nem szolgál a cikkben szereplő információk forrásmegjelöléseként.